# Platylomalus acisternus
Platylomalus acisternus – gatunek chrząszcza z rodziny gnilikowatych i podrodziny Dendrophilinae.
Gatunek ten opisany został w 1914 roku przez Henry’ego Desbordesa.
Chrząszcz afrotropikalny, znany z Gabonu, Kenii, Malawi i Zambii.